# Georges Decaux
Georges Decaux (Gamaches, 14 d'abril de 1930 – Abbeville, 12 d'octubre de 2015) va ser un ciclista francès que fou professional entre 1952 i 1956. Durant la seva carrera professional aconseguí 4 victòries, destacant una etapa al Tour de França de 1952.

## Palmarès
- 1952
  - 1r del Circuit de la Vall del Loira
  - Vencedor d'una etapa al Tour de França
- 1953
  - 1r al Gran Premi de Sant Raphael
- 1954
  - 1r del Circuit de la Vall del Loira

## Resultats al Tour de França
- 1952. 36è de la classificació general. Vencedor d'una etapa